# Lambert III
Lambert III – biskup krakowski w latach 1082–1101.
Był Niemcem, pochodził znad Mozy z archidiecezji Kolonii.
Został biskupem Krakowa trzy lata po śmierci św. Stanisława i Bolesława Szczodrego. Prawdopodobnie Lambert otrzymał mitrę z rąk księcia Czech Wratysława II, któremu cesarz Henryk IV nadał w 1085 r. dożywotni tytuł króla Czech i Polski. Był później jednym z najbliższych współpracowników księcia Władysława Hermana, który hojnie uposażał wraz z palatynem Sieciechem fundacje biskupie. Lambert przeprowadził reorganizację kapituły krakowskiej, w 1088 dokonał translacji relikwii św. Stanisława do katedry na Wawelu.